# STS-57
STS-57 var Endeavours 4. rumfærge-mission.
Opsendt 21. juni 1993 og vendte tilbage den 1. juli 1993.

## Besætning
- Ronald Grabe (Kommandør)
- Brian Duffy (Pilot)
- David Low (1. specialist)
- Nancy Sherlock (2. specialist)
- Peter Wisoff (3. specialist)
- Janice E. Voss (4. specialist)

## Missionen
- Spacehab